# Evguéni Lazarev
Evguéni Nikolaïévitch Lazarev (en russe : Евгений Николаевич Лазарев) est un acteur américano-russe né le 31 mars 1937 à Minsk en République socialiste soviétique de Biélorussie et mort le 18 novembre 2016 à Moscou en Russie.

## Filmographie

### Cinéma
- 1959 : Vasiliy Surikov : Surikov
- 1961 : Dlinnyy den
- 1964 : Le Silence (Тишина) de Vladimir Bassov : Arkady Uvarov
- 1970 : Crime et Châtiment : Dr Zosimov
- 1972 : Nezhdannyy gost
- 1976 : Les Tsiganes montent au ciel
- 1977 : Po volchemu sledu : Grigoriy Kotovskiy
- 1980 : Bolshaya-malaya voyna : Kotovsky
- 1981 : Osobo vazhnoye zadaniye
- 1981 : Odnazhdy dvadtsat let spustya
- 1981 : Cherez Gobi i Khingan
- 1982 : La Vie privée : Viktor Sergeyevich
- 1982 : Ottsy i dedy
- 1983 : U opasnoy cherty
- 1988 : Schastlivnik
- 1989 : Bez nadezhdy nadeyus
- 1990 : Futbolist
- 1991 : Vrag naroda - Bukharin : Vyshinskiy
- 1991 : Vstretimsya na Taiti
- 1991 : Uroki v kontse vesny
- 1991 : Klan
- 1992 : The Ice Runner : Kolya
- 1993 : Auction
- 1997 : Le Saint : Président Karpov
- 1998 : Hamilton : Tjivartsev
- 2001 : The Quickie : Oncle Anatoly
- 2002 : La Somme de toutes les peurs : Général Dubinin
- 2003 : Un duplex pour trois : M. Dzerzhinsky
- 2004 : Pearl Diver : Issac Epp
- 2004 : Malachance : M. Karmin
- 2005 : The Turkish Gambit : Alexandre II
- 2005 : Lord of War : Général Dmitri
- 2008 : The Onion Movie : Slovesevic
- 2009 : La Panthère rose 2 : le pape
- 2009 : Le Prix du sang : le barman
- 2010 : Iron Man 2 : Anton Vanko
- 2014 : Rice Girl : Dr Roulette

### Télévision
- 1969 : Zdravstvuyte, nashi papy! : Georgiy Gavrilovich Banokin
- 1973 : Dix-sept Moments de printemps : Emelyanov (1 épisode)
- 1990-1991 : Fiendens fiende : Tjivartsjev (8 épisodes)
- 1992 : Stalin : Vyshinsky
- 2000 : Point limite
- 2001 : À la Maison-Blanche : Vassily Kononov (1 épisode)
- 2001 : Hamilton : Yuri Chivartsev (2 épisodes)
- 2001 : Alias : Dr Kreshnik (2 épisodes)
- 2001 : The Agency : Aleksey Badin (2 épisodes)
- 2002 : 24 Heures chrono : Nikola Luminovic (1 épisode)
- 2002 : Urgences : Ivo Guter (1 épisode)
- 2003 : La Caravane de l'étrange : le prêtre russe (1 épisode)
- 2004 : Reno 911, n'appelez pas ! : Grand-père Manookian (1 épisode)
- 2006 : The Unit : Commando d'élite : l'ambassadeur russe (1 épisode)
- 2006 : The Nine : 52 heures en enfer : M. Lushtak (1 épisode)